# Gano Grills
Gano Grills es un actor afroestadounidense de Staten Island, Nueva York. Es más conocido por ser el creador del logotipo del grupo de hip-hop Wu-Tang Clan aunque en realidad no es cierto, ya que el creador del logotipo de Wu-Tang Clan es Allah Mathematics quien es DJ de Wu-Tang Clan, así como también es el productor del grupo, la evidencia de este hecho se puede encontrar en el libro de Rza "The Wu-Tang Manual", donde Rza acredita a Allah Mathematics por el logotipo. El trabajo actoral de Ganó incluye un rol en la película de Spike Lee Bamboozled y en la serie de HBO Oz, así como apariciones en la serie de televisión Law & Order: Criminal Intent y la película In Too Deep, protagonizada por Omar Epps y LL Cool J. También actúa en la película del 2002 Bomb the System junto a Mark Webber.